# Макларен, Мишель
Мише́ль Ма́ксвелл Макла́рен (англ. Michelle Maxwell MacLaren; род. 1965) — канадский телережиссёр и продюсер, которая работала над многими телесериалами Канады и Америки. Она известна по работам в таких сериалах, как «Секретные материалы», «Во все тяжкие», телесериалу «Ходячие мертвецы» и сериалу канала HBO «Игра престолов».

## Карьера
Мишель Макларен выросла в Ванкувере, Британской Колумбии. Она окончила «Университет Куинс» в Кингстоне, Онтарио в 1986 году. Мишель пять раз номинировалась на прайм-тайм премии «Эмми». Один раз за работу над эпизодом «One Minute», третьего сезона сериала «Во все тяжкие». Другой раз в 2013 году за работу на эпизодом пятого сезона «Gliding Over All». И три раза в 2010, 2012 и 2013 гг. в номинации «Лучший драматический сериал» («Во все тяжкие»), где она была исполнительным продюсером. Она выиграла в 2013 году. Мишель Макларен также номинировалась на премию PGA за работу в сериале «Во все тяжкие».

## Фильмография
| Год       | Название                             | Оригинальное название                     | Указана как                          | Примечания |
| --------- | ------------------------------------ | ----------------------------------------- | ------------------------------------ | --- |
| 2016      | Мир Дикого запада                    | Westworld                                 | режиссёр                             | 1 сезон, 9 эпизод |
| 2015      | Лучше звоните Солу                   | Better Call Saul                          | режиссёр                             | 1 сезон, 2 эпизод |
| 2014      | Оставленные                          | The Leftovers                             | режиссёр                             | 1 эпизод |
| 2013-2014 | Игра престолов                       | Game of Thrones                           | режиссёр                             | 4 эпизода |
| 2012      | Река                                 | The River                                 | режиссёр                             | 1 сезон, 6 эпизод |
| 2012      | Морская полиция: Спецотдел           | NCIS                                      | режиссёр                             | 9 сезон, 17 эпизод |
| 2011      | Ад на колёсах                        | Hell on Wheels                            | режиссёр                             | 1 сезон, 7 эпизодов |
| 2011      | Камелот                              | Camelot                                   | режиссёр                             | 1 сезон, 8 эпизодов; мини-сериал |
| 2010-2014 | Ходячие мертвецы                     | The Walking Dead                          | режиссёр                             | 3 эпизода |
| 2010-2013 | Во все тяжкие                        | Breaking Bad                              | режиссёр и исполнительный продюсер   | 11 эпизодов Лучший драматический сериал (2014) Премия Гильдии продюсеров США за лучшую эпизодическую драму (2014) Лучший драматический сериал (2013) Номинация — Премия Гильдии продюсеров США за лучшую эпизодическую драму (2013) Номинация — Лучшая режиссура драматического сериала (2013) Номинация — Лучший драматический сериал (2012) Номинация — Лучшая режиссура драматического сериала (2010) Номинация — Премия Гильдии продюсеров США за лучшую эпизодическую драму (2011) Номинация — Лучший драматический сериал (2010) |
| 2010      | Событие                              | The Event                                 | режиссёр                             | 1 сезон, 9 эпизод |
| 2010      | Обмани меня                          | Lie to Me                                 | режиссёр                             | 3 сезон, 3 эпизод |
| 2010      | Мемфис Бит                           | Memphis Beat                              | режиссёр                             | 1 сезон, 7 эпизод |
| 2006      | Кайл XY                              | Kyle XY                                   | режиссёр                             | 1 сезон, 6 эпизод |
| 2006      | Население 436                        | Population 436                            | режиссёр                             | |
| 2006      | Закон и порядок: Специальный корпус  | Law & Order: Special Victims Unit         | режиссёр                             | 7 сезон, 12 эпизод |
| 2005      | Крадущийся в ночи                    | Night Stalker                             | исполнительный продюсер              | 1 сезон, 1 эпизод |
| 2003      | Джон Доу                             | John Doe                                  | режиссёр                             | 1 сезон, 11 эпизод |
| 2002      | Без следа                            | Without a Trace                           | режиссёр                             | 1 сезон, 10 эпизод |
| 2000-2002 | Секретные материалы                  | The X-Files                               | режиссёр и соисполнительный продюсер | 47 эпизодов |
| 1999-2000 | Жестокое царство                     | Harsh Realm                               | соисполнительный продюсер            | 8 эпизодов |
| 1999      | Песня из сердца                      | A Song from the Heart                     | сценарист и исполнительный продюсер  | телефильм |
| 1998      | Красота                              | Beauty                                    | продюсер                             | телефильм |
| 1997      | Желание ребёнка                      | A Child’s Wish                            | продюсер                             | телефильм |
| 1995      | Другая мать                          | The Other Mother: A Moment of Truth Movie | продюсер                             | телефильм |
| 1994      | Момент истины: Обман матери          | Moment of Truth: A Mother’s Deception     | продюсер                             | телефильм |
| 1994      | Сердце ребёнка                       | Heart of a Child                          | продюсер                             | телефильм |
| 1994      | Момент истины: Нарушенные обеты      | Moment of Truth: Broken Pledges           | продюсер                             | телефильм |
| 1994      | Момент истины: Снова ходить          | Moment of Truth: To Walk Again            | продюсер                             | телефильм |
| 1993      | Момент истины: Слишком много ребёнка | Moment of Truth: A Child Too Many         | продюсер                             | телефильм |
| 1992      | Позор                                | Shame                                     | продюсер                             | телефильм |
| 1992      | Дом на улице Сикамор                 | The House on Sycamore Street              | производственный менеджер            | телефильм |
| 1992      | Диагноз: Убийство                    | Diagnosis Murder                          | производственный менеджер            | телефильм |
| 1991      | Омен 4: Пробуждение                  | Omen IV: The Awakening                    | производственный менеджер            | телефильм |
| 1991      | К2: Предельная высота                | K2                                        | второй менеджер                      | телефильм |
| 1989-1990 | Букер                                | Booker                                    | производственный менеджер            | 22 эпизода |
| 1989      | Ранчо                                | The Ranch                                 | производственный менеджер            | |